# كريستابس فالتيرس
كريستابس فالتيرس (باللاتفية: Kristaps Valters)‏ مواليد 18 سبتمبر 1981 في ريغا، هو لاعب كرة سلة لاتفي. بدأ مسيرته الاحترافية في سنة 1998. يحمل الرقم 18. يبلغ طوله 6 قدم 2 بوصة (1.9 م).

## المسيرة الاحترافية
لعب مع بانيونيس في سنة 2003، ثم لعب مع نادي سكونتو في موسم 2003–2004، ثم لعب مع إي دبليو إي باسكتس أولدنبورغ في الدوري الألماني من سنة 2004 إلى 2006، ثم لعب مع أماتوري أوديني في موسم 2006–2007، ثم لعب مع زينيت سانت بطرسبرغ في الدوري الروسي في موسم 2007–2008، ثم لعب مع بالونكيستو فوينلابرادا في الدوري الإسباني في موسم 2008–2009، ثم لعب مع جوفينتوت بادالونا في موسم 2009–2010.

## روابط خارجية
- كريستابس فالتيرس على موقع الاتحاد الدولي لكرة السلة (الإنجليزية)
- كريستابس فالتيرس على موقع الدوري الأوروبي لكرة السلة (الإنجليزية)
- كريستابس فالتيرس على موقع الدوري الإسباني لكرة السلة (الإسبانية)
- كريستابس فالتيرس على موقع كرة السلة الأوروبية.كوم (الإنجليزية)
- كريستابس فالتيرس على موقع ريلجم (الإنجليزية)
- كريستابس فالتيرس على موقع بروبوليرز (الإنجليزية)
- كريستابس فالتيرس على موقع سبورتس رفرنس (الإنجليزية)